# Samim Göreç
Samim Göreç (Bursa, 1924 – 25 febbraio 2000) è stato un cestista e allenatore di pallacanestro turco.
Era il fratello di Ertem Göreç.

## Carriera
Con la Turchia ha disputato i Campionati europei del 1949.
Da allenatore ha guidato la Turchia a tre edizioni dei Campionati europei (1951, 1955, 1959).

## Palmarès
- Campionato turco: 4

Galatasaray: 1947, 1948, 1949, 1950

### Allenatore
- Campionato turco: 1

Altınordu: 1966-67